# 산토군

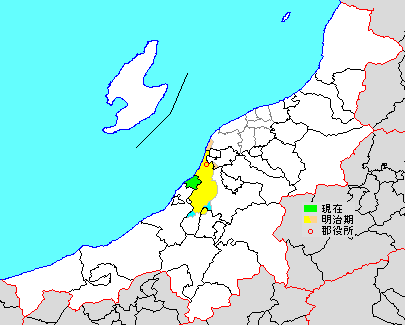
산토 군의 위치

산토군(일본어: 三島郡, さんとうぐん)은 일본 니가타현의 군이다.
인구 3,691명, 면적 44.38km², 인구밀도 83.2명/km².(2025년 3월 1일, 추계인구)
이하 1정으로 구성된다.
- 이즈모자키정(出雲崎町)

## 군역
1879년 행정 구역으로 발족 당시의 군역은 위의 1정 외에 아래의 구역에 해당한다.
- 나가오카시의 일부
- 니가타시 니시칸구의 일부
- 오지야시의 일부
- 쓰바메시의 일부

## 역사
1878년의 군구정촌 편제법에 의해 에치고국 산토군의 영역은 니가타현에 속하는 산토군 관할이 되었고 군 관공서는 요이타정에 놓였다. 그 후의 정촌합병으로 타군과의 경계가 일부 변동되거나 나가오카시의 시역이 확대해 산토 군역은 축소되어 갔다.
- 1889년 4월 1일 - 정촌제 시행으로 아래의 정촌이 발족. 따로 적은 경우 외에는 현 나가오카시.(4정 39촌)

- 가타카이촌(片貝村): 현 오지야시
- 다카나시촌(高梨村):현 오지야시
- 라이코지촌(来迎寺村)
- 우라촌(浦村)
- 나카노시마촌(中野島村)
- 쓰카야마촌(塚山村)
- 이와타촌(岩田村)
- 이쓰카촌(飯塚村)
- 후카사와촌(深沢村)
- 사이즈촌(才津村)
- 오지마촌(大島村)
- 히고시촌(日越村)
- 오지가와촌(王寺川村)
- 미야모토촌(宮本村)
- 오즈미촌(大積村)
- 세키하라촌(関原村)
- 히요시촌(日吉村)
- 와키노마치촌(脇野町村)
- 가미이와이촌(上岩井村)
- 요시카와촌(吉川村)
- 아마쓰촌(天津村)
- 오쓰촌(大都村)
- 구로카와촌(黒川村)
- 요이타정(与板町)
- 모토요이타촌(本与板村)
- 요시타카촌(善高村)
- 시모키리하라촌(下桐原村)
- 고센고쿠촌(五千石村)
- 기리하라촌(桐原村)
- 시마자키촌(島崎村)
- 오지마야촌(小島谷村)
- 무라타촌(村田村)
- 니시코시촌(西越村)
- 나카코시촌(中越村): 현 이즈모자키정
- 야쓰데촌(八手村): 현 이즈모자키정
- 이즈모자키정(出雲崎町): 현 이즈모자키정
- 아마제정(尼瀬町): 현 이즈모자키정
- 데라도마리정(寺泊町)
- 가타촌(潟村)
- 니시야마촌(西山村)
- 기타니시고시촌(北西越村)
- 노즈미촌(野積村)
- 마제촌(間瀬村)

- 1896년 4월 1일 - 마제촌의 소속이 니시칸바라군으로 변경.(4정 38촌)
- 1901년 11월 1일 - 아래의 정촌이 신설합병으로 통합됨.(4정 18촌)

- 요이타정 ← 요이타정, 모토요이타촌［本与板］
- 데라도마리정 ← 데라도마리정, 기타니시코시촌, 니시야마촌, 가타촌, 노즈미
- 신사이촌(深才村) ← 후카사와촌, 사이즈촌, 오지마촌
- 가타카이촌 ← 가타카이촌, 다카나시촌
- 라이코지촌 ← 라이코지촌, 우라촌, 나카노시마촌
- 이와쓰카촌(岩塚村) ← 이와타촌, 이쓰카촌
- 와키노마치촌 ← 와키노마치촌, 가미이와이촌, 요시카와촌
- 오쓰촌(大津村) ← 오쓰촌(大都村), 아마쓰촌
- 시마다촌(島田村) ← 오지마야촌, 무라타촌
- 기리시마촌(桐島村) ← 기리하라촌, 시마자키촌
- 니시코시촌 ← 니시코시촌, 나카코시촌, 야쓰데촌
- 오코즈촌(大河津村) ← 모토요이타촌［岩方·馬越·仁ヶ村外新田］, 요시타카촌, 고센고쿠촌, 시모키리하라촌

- 1904년 4월 1일 - 이즈모자키정·아마제정이 합병하여, 새로이 이즈모자키정이 발족.(3정 18촌)
- 1934년
  - 4월 1일 - 세키하라촌이 정제 시행으로 세키하라정(関原町)이 됨.(4정 17촌)
  - 11월 1일 - 와키노마치촌이 정제 시행으로 와키노정(脇野町)이 됨.(5정 16촌)
- 1947년 11월 3일 - 가타카이촌이 정제 시행으로 가타카이정(片貝町)이 됨.(6정 15촌)
- 1948년 4월 1일 - 신사이촌의 일부가 나가오카시에 편입.
- 1954년)
  - 5월 1일 - 신사이촌이 나가오카시에 편입.(6정 14촌)
  - 11월 1일 - 히고시촌·오지가와촌이 나가오카시에 편입.(6정 12촌)
- 1955년 3월 31일(7정 6촌)
  - 와키노정 및 오쓰촌의 일부가 합병하여 미시마정(三島町)이 발족.
  - 요이타정·구로카와촌 및 오쓰촌의 일부가 합병하여, 새로이 요이타정이 발족.
  - 기리시마촌·시마다촌이 합병하여 와시마촌(和島村)이 발족.
  - 라이코지촌·이와쓰카촌·쓰카야마촌 및 고시군 이시즈촌이 합병하여 고시지정(越路町)이 발족.
  - 가타카이정이 오지야시의 일부를 편입.
- 1956년)
  - 3월 31일 - 가타카이정이 오지야시에 편입.(6정 6촌)
  - 9월 30일(6정 4촌)
    - 미야모토촌과 오즈미촌이 합병하여 후타와촌(二和村)이 발족.
    - 히요시촌의 일부가 미시마정, 잔여부가 세키하라정에 분할편입.
- 1957년)
  - 6월 20일(6정 2촌)
    - 이즈모자키정·니시코시촌이 합병하여 이즈모정(出雲町)이 발족. 즉시 이즈모자키정으로 개칭.
    - 고시지정이 가리와군 지야자와촌의 일부를 편입.
    - 오코즈촌의 일부가 요이타정, 일부가 데라도마리정, 잔여부가 니시칸바라군 분스이정에 분할편입.

  - 10월 1일 - 세키하라정이 나가오카시에 편입.(5정 2촌)
- 1958년 1월 1일 - 와시마촌이 이즈모자키정의 일부를 편입.
- 1960년)
  - 4월 1일 - 요이타정의 일부가 나가오카시에 편입.
  - 9월 1일 - 후타와촌이 나가오카시에 편입.(5정 1촌)
- 2005년 4월 1일 - 고시지정·미시마정이 나가오카시에 편입.(3정 1촌)
- 2006년 1월 1일 - 요이타정·데라도마리정·와시마촌이 나가오카시에 편입.(1정)